# بالین ابلین
بالین ابلین (به انگلیسی: Balian of Ibelin)، یکی از نجیب‌زادگان صلیبی پادشاهی اورشلیم بود. وی در جریان محاصره اورشلیم توسط صلاح‌الدین ایوبی، فرمانده نیروهای شهر بود ولی سرانجام بنابه مصلحت و برای نجات جان مردم و سربازان هر دو جبهه به درخواست صلاح الدین مجبور به پذیرش صلح و تخلیه شهر شد و اورشلیم بار دیگر به دست مسلمانان افتاد.

## سال‌های نخستین
بالیان کوچک‌ترین پسر باریسان از ایبلین و برادر هیو و بالدوین بود. پدرش که یک شوالیه در شهرستان یافا بود، پس از شورش هیو دوم از لو پویزت، به ارباب ایبلین پاداش داده شده بود. باریسان با هلویس رمله، وارث ارباب ثروتمند رمله ازدواج کرد. نام بالیان نیز باریسان بود، اما به نظر می‌رسد او این نام را با فرانسوی قدیم «بالیان» اقتباس کرده است. ۱۱۷۵–۷۶; او گاهی به عنوان Balian the Younger یا Balian II شناخته می‌شود در حالی که پدرش به عنوان Balian نیز شناخته می‌شود. او را بالیان رمله یا بالیان نابلس نیز می‌نامند. در لاتین نام او به صورت‌های مختلف Balian, Barisan, Barisanus, Balianus, Balisan و Balisanus ظاهر می‌شود. منابع عربی او را بلیان بن برزن می‌نامند که ترجمه آن «بالیان پسر برزن» است. سال دقیق تولد او ناشناخته است، اما او تا سال ۱۱۵۸ در سن بلوغ (معمولاً ۱۵ سال) بود، زمانی که برای اولین بار در منشورها ظاهر شد و در سال ۱۱۵۶ به عنوان زیر سن ("infra annos") توصیف شد. برادر بزرگ بالیان هیو سی. ۱۱۶۹، قلعه ایبلین به برادر بعدی، بالدوین، رسید. بالدوین که ترجیح داد ارباب راملا بماند، آن را به بالیان داد. بالیان ایبلین را به عنوان دست نشانده برادرش و به‌طور غیرمستقیم به عنوان دست نشاندهٔ شاه، که بالدوین راملا را از او نگه داشت، داشت.

## اختلافات جانشینی
بالدوین در سال ۱۱۷۴ از ریموند سوم طرابلس بر روی مایلز پلانسی به عنوان نایب السلطنه پادشاه بالدوین چهارم حمایت کرد و در سال ۱۱۷۷ برادران در نبرد مونتگیسار حضور داشتند و پیشتازان را پیروزمندانه در برابر قوی‌ترین نقطه خط مسلمانان رهبری کردند. در آن سال بالیان همچنین با ماریا کامننا، بیوه شاه آمالریک اول ازدواج کرد و ناپدری دختر کوچکتر آمالریک، ایزابلا شد. او ارباب نابلس را دریافت کرد، که هدایایی برای ماریا پس از ازدواج او با آمالریک بود. در سال ۱۱۷۹، بالدوین رملا پس از نبرد جاکوبز فورد توسط صلاح الدین دستگیر شد و بالیان به ترتیب دادن باج و آزادی او در سال بعد کمک کرد. باج در نهایت توسط امپراتور بیزانس مانوئل اول کومننوس، عموی بزرگ ماریا پرداخت شد.
در سال ۱۱۸۳ بالیان و بالدوین از ریموند علیه گای لوزیگنان، شوهر سیبیلا، دختر بزرگ آمالریک و در حال حاضر نایب السلطنه بالدوین چهارم، که بر اثر جذام در حال مرگ بود، حمایت کردند. پادشاه در تلاش برای جلوگیری از صعود گای، برادرزاده ۵ ساله خود بالدوین مونفرات را در زمان حیات خود به عنوان همپادشاه تاج گذاری کرد. اندکی قبل از مرگش در بهار ۱۱۸۵، بالدوین چهارم دستور داد تا برادرزاده‌اش در کلیسای مقبره مقدس تاج بگذارد. این خود بالیان - مردی قد بلند - بود که کودک بالدوین پنجم را در این مراسم بر روی شانه‌های خود حمل کرد که نشان‌دهنده حمایت خانواده ایزابلا از برادرزاده‌اش بود. بلافاصله پس از آن، پسر هشت ساله تنها پادشاه شد. هنگامی که او نیز در سال ۱۱۸۶ درگذشت، بالیان و ماریا، با حمایت ریموند، دختر ماریا، ایزابلا را که در آن زمان حدود ۱۴ سال داشت، به عنوان نامزد تاج و تخت معرفی کردند. با این حال، شوهرش، همفری چهارم از تورن، تاج را رد کرد و به گای سوگند وفاداری داد. بالیان نیز با اکراه به گی ادای احترام کرد، در حالی که برادرش از انجام این کار خودداری کرد و خود را به انطاکیه تبعید کرد. بالدوین بالیان را مسئول تربیت پسرش توماس، ارباب آینده رملا، که با پدرش به انطاکیه نرفت، قرار داد.

## اختلافات میان ریموند و گی
بالیان به عنوان مشاور گای در پادشاهی باقی ماند. در پایان سال ۱۱۸۶، صلاح الدین، سلطان مصر و دمشق، پس از حمله متحد گای، رینالد شاتییون، ارباب اولترژوردین، به یک کاروان مسلمان، مرزهای پادشاهی را تهدید کرد. صلاح الدین با پادگان طبریه در شمال پادشاهی متحد شد، سرزمینی که در اختیار ریموند سوم بود. گای ارتش خود را در ناصره جمع کرد و قصد داشت طبریه را محاصره کند، اما بالیان با این مخالفت کرد و در عوض به گای پیشنهاد کرد که فرستاده‌ای را نزد ریموند در طرابلس بفرستد، به این امید که قبل از حمله احمقانه گای به ارتش بزرگتر صلاح الدین، بتوانند با یکدیگر آشتی کنند. اولین سفارت شکست خورد و وضعیت در ماه‌های اولیه ۱۱۸۷ بدون تغییر باقی ماند. پس از عید پاک آن سال، بالیان، جرارد رایدفورت (استاد بزرگ شوالیه‌های معبد)، راجر دو مولین (استاد اعظم شوالیه‌ها Hospitaller)، رجینالد صیدون و یوسیوس، اسقف اعظم صور به سفارت جدیدی به طرابلس فرستاده شدند. در طول سفر، آنها در نابلس فیف بالیان توقف کردند و بالیان برنامه‌ریزی کرد که برای مدت کوتاهی عقب بماند و بقیه به جلو بروند. در اول ماه مه، تمپلارها و مهمانداران در نبرد کرسون توسط پسر صلاح الدین، الافدال شکست خوردند. بالیان هنوز یک روز عقب بود و همچنین در سباستیا توقف کرده بود تا یک روز جشن را جشن بگیرد. پس از رسیدن به قلعه La Fève، جایی که تمپلارها و Hospitallers اردو زده بودند، متوجه شد که این مکان خالی از سکنه است و به زودی خبر نبرد فاجعه بار را از چند بازمانده شنید. ریموند نیز از نبرد مطلع شد و با سفارت در طبریه ملاقات کرد و پذیرفت که آنها را به اورشلیم برگرداند.

## نبرد حطین
از آنجایی که ارتش الافضل شاهنشاه از طریق اتحاد خود با ریموند اجازه ورود به پادشاهی را پیدا کرده بود، کنت اکنون از کارهای خود پشیمان شد و با گای آشتی کرد. گای به سمت شمال لشکر کشید و در سفوریا اردو زد، اما اصرار داشت که ارتش را از یک دشت خشک و بایر برای تسکین طبریه عبور دهد. ارتش آب نداشت و دائماً توسط سربازان صلاح الدین مورد آزار و اذیت قرار می‌گرفت و سرانجام در اوایل ماه ژوئیه در شاخ حتین در خارج از طبریه محاصره شد. در نبرد هاتین که در ۴ ژوئیه دنبال شد، بالیان و ژوسلین سوم از ادسا فرماندهی گارد عقب را بر عهده داشتند، اما ارتش صلیبی کاملاً شکست خورد. متن ناشناس De Expugnatione Terrae Sanctae per Saladinum Libellus ادعا می‌کند که بالیان، ریموند و رجینالد صیدون در میانه نبرد از میدان گریختند و «مسیحیان، ترک‌ها و صلیب» را زیر پا گذاشتند – اما این تأیید نمی‌شود. بر اساس گزارش‌های دیگر، و احتمالاً نشان دهنده خصومت نویسنده با پولین‌ها (یک اروپایی متولد شام) است.
این شکست منجر به تغییر نگهبان در اورشلیم شد: شاه گای اسیر شد و تقریباً تمام شهرها و قلعه‌ها به زودی به دست صلاح الدین افتاد. بالیان، ریموند، رجینالد و پاین از حیفا از معدود اشراف برجسته ای بودند که موفق به فرار به صور شدند. ریموند و رجینالد به زودی برای دفاع از قلمرو خود رفتند و تایر تحت رهبری کنراد مونفرات قرار گرفت که مدتی بعد از هاتین وارد شده بود. بالیان قرار بود یکی از نزدیک‌ترین متحدان او شود. بالیان با خروج از صور، از صلاح الدین اجازه خواست تا از طریق خطوط به اورشلیم بازگردد تا همسر و فرزندانش را تا طرابلس همراهی کند. صلاح الدین این اجازه را داد، مشروط بر اینکه بالیان شهر را ترک کند و سوگند یاد کند که هرگز علیه او سلاح بلند نکند.

## مدافع اورشلیم
زمانی که بالیان و گروه کوچک شوالیه‌هایش به شهر رسیدند، ساکنان از آنها التماس کردند که بمانند، و بالیان از سوگند خود به صلاح‌الدین توسط پاتریارک اراکلیوس مبری شد، او استدلال می‌کرد که نیاز بزرگ‌تر جهان مسیحیت قوی‌تر از سوگند او به غیر است. مسیحی بالیان برای رهبری دفاع از شهر استخدام شد، اما او دریافت که کمتر از چهارده، احتمالاً کمتر از دو نفر، شوالیه‌های دیگر در آنجا وجود دارند، بنابراین او ۶۰ شوالیه جدید از صفوف بورجس‌ها ایجاد کرد. به نظر می‌رسد ملکه سیبیلا نقش کمی در دفاع داشته است و سوگند به بالیان به عنوان لرد داده شده است. او با اراکلیوس با ذخیره مواد غذایی و پول برای محاصره اجتناب ناپذیر آماده شد. صلاح الدین در واقع محاصره اورشلیم را در ۲۰ سپتامبر ۱۱۸۷ آغاز کرد، پس از اینکه تقریباً تمام بقیه پادشاهی را فتح کرد، از جمله ایبلین، نابلس، رملا و اسکالن. سلطان به خاطر شکستن سوگند، نسبت به بالیان بدی نداشت و ترتیبی داد تا یک اسکورت همراه ماریا و فرزندانشان به طرابلس برود. همان‌طور که ابن الاثیر نوشت، بلیان به عنوان بالاترین مقام ارباب باقی مانده در اورشلیم، از نظر مسلمانان دارای رتبه ای «کم و بیش برابر با یک پادشاه» بود.
صلاح الدین توانست بخش‌هایی از دیوارها را خراب کند، اما نتوانست به شهر وارد شود. سپس بالیان برای ملاقات با سلطان به او گفت که مدافعان ترجیح می‌دهند یکدیگر را بکشند و شهر را ویران کنند تا اینکه ببینند با زور آن را گرفته‌اند. پس از مذاکرات، تصمیم گرفته شد که شهر به صورت مسالمت آمیز تحویل داده شود و صلاح الدین هفت هزار مرد را به ازای ۳۰۰۰۰ بزانت آزاد کند. دو زن یا ده کودک به همان قیمت می‌توانند جای یک مرد را بگیرند. بالیان کلیدهای برج داوود (ارگ) را در ۲ اکتبر تحویل داد. صلاح الدین اجازه داد تا یک راهپیمایی منظم از اورشلیم دور شود و از قتل‌عام‌هایی که در زمان تصرف شهر توسط صلیبیون در سال ۱۰۹۹ رخ داده بود، جلوگیری کرد. بالیان و پاتریارک اراکلیوس آنها خود را به عنوان گروگان برای باج دادن به شهروندان فرانک باقی مانده پیشنهاد کردند، اما صلاح الدین نپذیرفت. ساکنان باج گرفته در سه ستون راهپیمایی کردند. بالیان و پدرسالار سومین نفری بودند که احتمالاً در حدود ۲۰ نوامبر شهر را ترک کردند. بالیان به همسر و فرزندانش در طرابلس پیوست.

## بالین به عوان تاج‌بخش و جنگ صلیبی سوم
سقوط اورشلیم و مرگ سیبیلا در محاصره عکا در سال ۱۱۹۰ منجر به اختلاف بر سر تاج و تخت پادشاهی شد. ایزابلا، دخترخوانده بالیان اکنون یک ملکه به حق بود، اما گای از قبول عنوان خود امتناع کرد، و شوهر ایزابلا همفری - که در سال ۱۱۸۶ او را ناامید کرده بود - به او وفادار ماند. اگر قرار بود ایزابلا موفق شود، به یک شوهر قابل قبول از نظر سیاسی و از نظر نظامی شایسته نیاز داشت، کاندیدای آشکار کنراد مونفرات بود، که همچنین ادعاهایی به عنوان عموی پدری بالدوین پنجم داشت. بالیان و ماریا ایزابلا را اسیر کردند و با او صحبت کردند تا با طلاق موافقت کند. پیشینه‌هایی وجود داشت: لغو ازدواج آمالریک اول با اگنس از کورتنی، و تلاش‌های ناموفق برای مجبور کردن سیبیلا به طلاق گای. ازدواج ایزابلا توسط اوبالدو لانفرانچی، اسقف اعظم پیزا، که نماینده پاپ بود، و فیلیپ درو، اسقف بووه، باطل شد. اسقف بووه سپس او را به عقد کنراد درآورد (از آنجایی که برادرش با خواهر ناتنی‌اش ازدواج کرده بود و مشخص نبود که آیا او توسط همسر بیزانسی‌اش طلاق گرفته است یا خیر). مناقشه جانشینی با ورود ریچارد اول انگلستان و فیلیپ دوم از فرانسه در جنگ صلیبی سوم طولانی شد: ریچارد از گای به عنوان یک دست نشانده پویتوین حمایت کرد، در حالی که فیلیپ از کنراد، پسر عموی پدرش حمایت کرد.